# Москијано (Авелино)
Москијано (итал. Moschiano) је насеље у Италији у округу Авелино, региону Кампанија.
Према процени из 2011. у насељу је живело 1627 становника. Насеље се налази на надморској висини од 266 м.

## Становништво
Према резултатима пописа становништва 2011. у општини је живело 1.667 становника.
| 1931. | 1936. | 1951. | 1961. | 1971. | 1981. | 1991. | 2001. | 2011. |
| ----- | ----- | ----- | ----- | ----- | ----- | ----- | ----- | ----- |
| 1.412 | 1.545 | 1.782 | 1.615 | 1.445 | 1.934 | 1.579 | 1.658 | 1.667 |